# Хитрощі (телесеріал)
«Хитрощі» (англ. Hacks) — американський комедійно-драматичний телесеріал, створений Лючією Аніелло, Полом В. Даунсом і Джен Стацкі, прем'єра якого відбулася 13 травня 2021 року на HBO Max. У головних ролях Джин Смарт, Ганна Айнбіндер і Карл Клемонс-Гопкінс. Серіал розповідає про професійні стосунки між молодою комедійною сценаристкою і легендарною стендап-комедіанткою. Серіал отримав схвальні відгуки критики та здобув нагороди, зокрема премії «Еммі» за найкращий сценарій, режисуру та головну жіночу роль (Джин Смарт), а також премію «Золотий глобус» за найкращий телесеріал — комедія або мюзикл. У червні 2021 року серіал було продовжено на другий сезон, прем'єра якого відбулася 12 травня 2022 року. У червні 2022 року серіал було продовжено на третій сезон, показ якого розпочався 2 травня 2024 року.

## Сюжет
Дебора Венс, легендарна діва стендап-комедії з Лас-Вегаса, повинна заново віднайти свій образ, щоб не втратити свою резиденцію в казино Palmetto. Ава — молода комедійна сценаристка, яка не може знайти роботу через безглуздий твіт і свою репутацію егоцентричної та зарозумілої людини. Коли менеджер Ави відправляє її працювати новим головним сценаристом Дебори, вони повільно зближуються, оскільки Ава змушує свого нового боса піти на більший ризик, а Дебора, у свою чергу, допомагає Аві почати працювати над особистими проблемами.

## У ролях

### Головні персонажі
- Джин Смарт — Дебора Венс, легендарна комедіантка з Лас-Вегасу
- Ханна Айнбіндер — Ава Деніелс, комедійна сценаристка, якій не пощастило
- Карл Клемонс-Гопкінс — Маркус, директор компанії Дебори та її найближчий радник

### Другорядні персонажі
- Марк Інделікато — Демієн, особистий помічник Дебори
- Пол В. Даунс — Джиммі Лусак, менеджер Дебори та Ави
- Крістофер Мак-Дональд — Марті Гілайн, власник казино Palmetto
- Роуз Абду — Жозефіна, керівниця маєтком Дебори
- Меган Сталтер — Кайла, донька Майкла, боса Джиммі, яка працює його помічницею
- Поппі Лю — Кікі, особиста круп'є Дебори в блекджек
- Кейтлін Олсон — Ді Джей (Дебора молодша) Венс, дочка Дебори, колишня наркоманка
- Джонні Сібіллі — Вілсон, водний інспектор, коханець Маркуса
- Анджела Елейн Гіббс — Робін, мати Маркуса
- Джейн Адамс — Ніна Деніелс, мати Ави
- Лоренца Іззо — Рубі, колишня дівчина Ави
- Лунелл — міс Лоретта, найкраща подруга Робін[5]
- Джо Манде — Рей, працівник готелю Palmetto
- Лорен Відман — пані Пецціменті, мер Лас-Вегаса

### Запрошені зірки
- Джефферсон Мейз — Т. Л. Герлі, торговець антикваріатом, який ображається на Дебору
- Брент Секстон (сезон 1) і В. Ерл Браун (сезон 2) — Майкл, бос Джиммі та батько Кайли
- Джефф Ворд — Джордж, чоловік, якого Ава зустрічає та з яким проводить час
- Пол Фелдер — Ейдан, чоловік Ді Джей, боєць ММА
- Луї Гертум — Денніс Деніелс, батько Ави
- Анна Марія Горсфорд — Франсін, досвідчена комедійна акторка, яка є давньою подругою Дебори
- Лінда Перл — Кеті Венс, сестра Дебори, яка віддалилася від неї
- Кріс Ґір і Кірбі Гауелл-Баптіст — Джессі та Дейзі, британські телепродюсери, які проводять співбесіду з Авою
- Аманда Пейтон — Джекі
- Марта Келлі — Барбара, представниця відділу кадрів (2 сезон)
- Мінг-На Вен — Джанет Стоун, агентка з пошуку талантів і суперниця Джиммі (сезон 2)
- Лорі Меткалф — «Віда», ексцентрична тур-менеджерка (сезон 2)
- Вейн Ньютон — у ролі самого себе (2 сезон)
- Маргарет Чо — в ролі самої себе (сезон 2)
- Гаррієт Гарріс — Сьюзен, давня подруга Дебори (сезон 2)
- Сьюзі Ессман — Елейн Картер, режисерка та давня подруга Дебори (2 сезон)
- Девон Сава — Джейсон (сезон 2)
- Кетрін Ньютон — Белла Дональдсон (сезон 3)
- Ділан Гелула — Марія (сезон 3)
- Джордан Гаваріс — Логан (сезон 3)
- Рейчел Тейлор — Алексіс (сезон 3)
- Керот Топ — у ролі самого себе (сезон 3)
- Петтон Освальт — у ролі самого себе (сезон 3)
- Крістіна Гендрікс — у ролі самої себе (сезон 3)
- Крістофер Ллойд — Ларрі Арбакл (сезон 3)

## Епізоди
| Сезон | Епізоди | Епізоди | Оригінальний показ | Оригінальний показ | Оригінальний показ |
| Сезон | Епізоди | Епізоди | Перший показ       | Останній показ     | Мережа             |
| ----- | ------- | ------- | ------------------ | ------------------ | ------------------ |
| 1     | 10      | 10      | 13 травня 2021     | 10 червня 2021     | HBO Max            |
| 2     | 8       | 8       | 12 травня 2022     | 2 червня 2022      | HBO Max            |
| 3     | 9       | 9       | 2 травня 2024      | 30 травня 2024     | Max                |

### Сезон 1 (2021)
| № серії (загалом) | № серії (в сезоні) | Назва серії          | Режисер(и)    | Сценарист(и)                              | Оригінальна дата виходу |
| --- | ------------------ | -------------------- | ------------- | ----------------------------------------- | ----------------------- |
| 1 | 1                  | «Між рядків»         | Лучія Аньєлло | Лучія Аньєлло, Пол У. Даунс, Джен Статскі | 13 травня 2021          |
| Дебора Венс, легендарна стендап-комедіантка з постійною концертною резиденцією в казино Palmetto. в Лас-Вегасі, дізнається, що її колишній чоловік Френк, який покинув її заради молодшої сестри десятиліттями раніше, помер. Напередодні Марті, генеральний директор Palmetto., повідомив Дебору, що дати її гастролей на вихідних віддані новим артистам, щоб залучити молоду аудиторію. Розлючена Дебора телефонує своєму менеджеру Джиммі, який пропонує їй найняти сценариста. Хоча Дебора відмовляється, кажучи, що вона сама пише свої жарти, Джиммі пропонує роботу Аві Деніелс, сценаристці з Лос-Анджелес, яка нещодавно втратила телевізійну угоду після образливого жарту в Твіттер. Ава летить до Лас-Вегаса, щоб зустрітися з Деборою, яка не знає про її приїзд; зустріч швидко стає ворожою, дві жінки обмінюються колючими, але комедійними репліками, перш ніж Ава йде, відштовхнута зарозумілою поведінкою Дебори. Проте Дебора, вражена комедійними здібностями Ави, наймає її на роботу. |                    |                      |               |                                           |                         |
| 2 | 2                  | «Примм»              | Лучія Аньєлло | Пол У. Даунс                              | 13 травня 2021          |
| Коли Дебора не використовує жодного з матеріалів, які Ава написала для неї, Ава стверджує, що важко писати голосом Дебори, не знаючи її особисто. Дебора пропонує відправитися в подорож, з якої Ава дізнається, що Дебора має намір придбати дорогу перечницю у антиквара, який її ненавидить; дилер відмовляється продати перечницю, якщо Дебора не вибачиться за те, що кілька років тому перебила його ставку на дорогу колекцію, але вона відмовляється це зробити. Дорогою додому в машині Дебори спускає колесо; подруга забирає її на гелікоптері, залишаючи Аву позаду. Ава отримує неякісну заміну шини і повертається до антикварної крамниці, де купує перечницю, погрожуючи розбити один з інших предметів у магазині продавця. Дебора приємно здивована, що Ава змогла придбати перечницю. Пізніше вона доручає Аві оцифрувати весь свій архів, що складається з виступів Дебори за 40 років. |                    |                      |               |                                           |                         |
| 3 | 3                  | «Концерт є концерт»  | Лучія Аньєлло | Лучія Аньєлло                             | 20 травня 2021          |
| На відкритті нової піцерії Дебору просять зробити фотосесію, яка нагадує про те, як вона спалила будинок свого колишнього чоловіка кілька десятиліть тому. Коли Ава каже їй, що це принизливо, Дебора відчуває себе ображеною і мстить, сідаючи в туристичний автобус і публічно висміюючи Аву за те, що вона надсилала оголені фотографії своїй колишній подрузі. Розбираючи архів Дебори, Ава відкриває пакунок від сестри Дебори Кеті, який знаходить у смітнику. Там вона знаходить старі вирізки з ранньої кар'єри Дебори, включаючи обкладинку Time про її майбутній, але в кінцевому підсумку не випущений в ефір пілотний проект нічного ток-шоу (що зробило б Дебору першою жінкою-ведучою нічного ток-шоу). Ава знаходить запис шоу, яке не вийшло в ефір, і вперше сміється над жартами Дебори під час перегляду відео, розчулюючись, коли молода Дебора дякує своєму чоловікові та сестрі за підтримку. Вона не знає, що Дебора підслуховує її, перш ніж тихо вислизнути. |                    |                      |               |                                           |                         |
| 4 | 4                  | «D'Jewelry»          | Дезірі Ахаван | Джоанна Кало                              | 20 травня 2021          |
| Після того, як Дебора відмовляється представляти ювелірну лінію своєї доньки Ді-Джей компанії QVC, Ава йде з Ді-Джей на виставку, де їх зближує взаємна образа. Ава дізнається, що Ді-Джей платить папараці, щоб ті робили невтішні фотографії її матері на продаж, а потім виявляє, що Дебора дозволяє це робити, щоб Ді-Джей могла заробляти на життя. Дебора та її менеджер Маркус йдуть на бат-міцву дочки Марті, де Дебора намагається переконати Марті не скорочувати її дати, але їй це не вдається. Марті та Дебора п'ють разом і майже цілуються, але заходить молода дівчина Марті — Айві. Дебора лестить їй, щоб та таємно провела їй екскурсію будинком Марті, фотографуючи картини та речі Марті. Пізніше Ава дзвонить матері, щоб нарешті зізнатися, що втратила контракт на телебаченні, але кладе слухавку, коли мати починає панікувати через фінансову стабільність Ави. Коли Ава повертається до готелю, Дебора дзвонить їй, щоб запитати про рахунки за готель, і вони закінчують тим, що разом дивляться телевізор по телефону і жартують. |                    |                      |               |                                           |                         |
| 5 | 5                  | «Падіння»            | Пол У. Даунс  | Ендрю Лоу                                 | 27 травня 2021          |
| Дебора використовує фотографії речей Марті, за які він заплатив Розкрадання коштів компанії, щоб шантажувати його відновленням дат її туру у вихідні дні. Потім вона проводить ніч, напиваючись у барі казино, замість того, щоб працювати над своїм комедійним матеріалом. Ава знайомиться з чоловіком, Джорджем, з яким миттєво зближується; вони проводять ніч, приймаючи наркотики, досліджуючи Лас-Вегас і займаючись сексом. Вони також стикаються з колишніми колегами-сценаристками Ави, які повідомляють їй, що ніхто не хоче з нею працювати не через її образливий твіт, а через те, що вона егоїстична. Джордж переконує Аву припинити працювати на Дебору; п'яна Ава залишає Деборі голосове повідомлення про те, що вона звільняється. Наступного ранку Ава дізнається, що Джордж наклав на себе руки, вистрибнувши з вікна готелю; влада повідомляє їй, що Джордж уникав звинувачень у шахрайстві і витратив останні гроші в Лас-Вегасі, перш ніж накласти на себе руки. Ава вирішує зберегти свою роботу і несамовито мчить додому до Дебори, щоб вибачитися за голосове повідомлення, але дізнається, що Дебора не користувалася телефоном всю ніч. Дебора запрошує Аву поїхати з нею в спа-салон. |                    |                      |               |                                           |                         |
| 6 | 6                  | «Нові очі»           | Лучія Аньєлло | Лучія Аньєлло, Пол У. Даунс, Джен Статскі | 27 травня 2021          |
| Поки Дебора лежить непритомна від знеболюючих, які їй дають після косметичної операції, Ава намагається розблокувати її телефон, щоб видалити викривальне голосове повідомлення. Ава дізнається, що телефон Дебори розблоковується за допомогою розпізнавання обличчя; коли камера не може розпізнати Дебору через її набрякле, забинтоване обличчя, Ава використовує воскову копію Дебори в музеї Мадам Тюссо, щоб розблокувати телефон і видалити голосове повідомлення. Повернувшись до спа-салону, Ава вживає разом з Деборою Канабіс їстівний. Під кайфом Дебора зізнається, що Френк сфабрикував заяву про те, що Дебора спалила його будинок з ревнощів за зраду з Кеті, і що вона включила цю чутку в свою комедійну програму після того, як публіка відмовилася вірити її заявам про невинність. Ава закликає Дебору оновити свій комедійний матеріал, розповівши правду не лише про пожежу, але й про те, ким вона є насправді. Ава страждає від болю в животі і потрапляє до лікарні з розривом кісти яєчника. Коли вона прокидається, Дебора погоджується повільно зробити свою комедію більш правдивою; вони з Авою разом сміються, коли Дебора ділиться іншими історіями. |                    |                      |               |                                           |                         |
| 7 | 7                  | «Тунель кохання»     | Дезірі Ахаван | Кетрін Кьорнс                             | 3 червня 2021           |
| Ава і Дебора відвідують вечірку з нагоди дня народження Ді-Джей, під час якої Ді-Джей оголошує про свої заручини з Ейданом, спортсменом зі змішаних єдиноборств, з яким вона нещодавно познайомилася. Справи йдуть добре до вечері, коли всі гості отримують запрошення від Ді-Джей виступити з тостом. Виголосивши тост за доньку і зізнавшись, що шкодує про те, як погіршилися їхні стосунки, Дебора наполягає на тому, щоб та підписала шлюбний контракт. Ді-Джей відмовляється, і мати починає голосно соромити її перед усіма присутніми гостями. Ава наодинці втішає Ді-Джей, пропонуючи їй приймати рішення самостійно, а не чекати схвалення матері. У відповідь на це Ді-Джей вирішує одружитися з Ейданом тієї ж ночі і просить Аву відвезти їх до проїзної каплиці, щоб провести церемонію в машині. Ава транслює церемонію на своєму телефоні, щоб Дебора могла бути свідком. Марті і Дебора танцюють і випивають в її будинку, що призводить до того, що вони займаються сексом. |                    |                      |               |                                           |                         |
| 8 | 8                  | «1,69 мільйона»      | Пол У. Даунс  | Пет Ріган                                 | 3 червня 2021           |
| Вранці після того, як вони переспали, Марті повідомляє Деборі, що її резиденція в «Пальметто» припиняє своє існування. Розлючена Дебора звертається за допомогою до Ави у плануванні імпровізованого шоу в місцевому комедійному клубі, щоб вони могли відпрацювати новий матеріал. У клубі, який приймав Дебору з самого початку її кар'єри, Ава з жахом дізнається, що його покійний колишній власник, Айра, був відомий тим, що безкарно сексуально домагався жінок-коміків. Коли Ава запитує Дебору, чому вона ніколи не повідомляла про домагання, Дебору ображає думка, що вона недостатньо зробила для жінок-коміків в індустрії. Однак потім Дебора помічає, що нинішній власник клубу, Дрю, робить неприйнятні сексуальні коментарі під час її виступу на розігріві. Під час свого виступу вона засуджує Дрю на сцені і пропонує йому 1,69 мільйона доларів, якщо він пообіцяє залишити індустрію назавжди. Дрю погоджується, що викликає схвальні вигуки та оплески натовпу. Ава отримує дзвінок від Кайли, асистентки Джиммі в агентстві талантів, яка повідомляє їй, що вона влаштувала Аві вигідну співбесіду з відомою британською продюсерською компанією в Лос-Анджелесі. |                    |                      |               |                                           |                         |
| 9 | 9                  | «Співбесіда»         | Лучія Аньєлло | Саманта Райлі                             | 10 червня 2021          |
| У розпал планування фінального шоу Дебори в Palmetto, Ава їде на співбесіду з продюсерами в Лос-Анджелес, збрехавши Деборі, що у неї візит до лікаря. Там вона відновлює стосунки зі своєю колишньою дівчиною. Маркус дізнається від суборендаря квартири справжню причину перебування Ави в Лос-Анджелесі; вже заздрячи стосункам Ави з Деборою, він дзвонить Джиммі і бреше, що Дебора знає про це і злиться на Аву. Джиммі дзвонить Деборі, щоб вибачитися, ненавмисно розкриваючи їй обман Ави. Ава справляє враження на двох продюсерів, які проводять з нею співбесіду, і її одразу ж беруть на роботу. Однак вона відмовляється від пропозиції, дізнавшись, що продюсери хочуть створити шоу про «божевільну» жінку і зацікавлені в Аві тільки тому, що хочуть, щоб вона поділилася наклепницькими історіями про Дебору як матеріалом. Повернувшись до Лас-Вегаса, Ава дізнається, що Дебора скасувала своє пре-шоу, не залишивши часу на репетицію виступу. |                    |                      |               |                                           |                         |
| 10 | 10                 | «Я думаю, що увійде» | Лучія Аньєлло | Аріель Карлін та Джен Статскі             | 10 червня 2021          |
| Готуючись до свого фінального шоу, Дебора свариться з Авою через співбесіду в Лос-Анджелесі і каже, що вона відмовляється від нового матеріалу на користь свого звичного. Вони сперечаються; коли Дебора дає Ава ляпаса за те, що та назвала її «халтурницею», Ава звільняється з роботи. Пізніше Ава дзвонить Кайлі і просить електронну адресу продюсерів, з якими вона зустрічалася в Лос-Анджелесі, щоб вона могла продати їм інформацію про Дебору. Дебора призначає Маркуса генеральним директором свого бізнесу. Перед виходом на сцену вона розгортає подарунок, який залишила для неї Ава: обкладинку журналу в рамці під назвою «Чи увійде Дебора Венс в історію?» з рукописною запискою від Ави: «Я думаю, що увійде». Зворушена цим жестом, Дебора вирішує виконати новий матеріал на сцені. Ава тим часом летить до батьків у Бостон на похорон свого батька Денніса. Несподівано з'являється Дебора і оживляє прощальну промову гумором, допомагаючи гостям згадати про Денніса. Пізніше, повернувшись додому, Ава вибачається перед Деборою, яка повідомляє їй, що хоча її фінальне шоу в Лас-Вегасі провалилося, вона бачить в матеріалі потенціал і хоче відправитися в турне з Авою, щоб поліпшити його. Ава з радістю погоджується, але під час посадки на літак отримує дзвінок від Джиммі, який запитує, навіщо вона відправила електронного листа з наклепом на Дебору в продюсерську компанію. |                    |                      |               |                                           |                         |

### Сезон 2 (2022)
| № серії (загалом) | № серії (в сезоні) | Назва серії          | Режисер(и)      | Сценарист(и)                              | Оригінальна дата виходу |
| --- | ------------------ | -------------------- | --------------- | ----------------------------------------- | ----------------------- |
| 11 | 1                  | «Буде кров»          | Лучія Аньєлло   | Лучія Аньєлло, Пол У Даунс, Джен Статскі  | 12 травня 2022          |
| Дебора і Ава повертаються до Лас-Вегаса, причому Дебора рада почати все з чистого аркуша після того, як її останнє шоу було визнано провальним. Ава, однак, відчуває почуття провини після того, як отримала підтвердження, що її брудний лист про Дебору був отриманий британськими сценаристами. Джиммі благає Аву нічого не говорити, побоюючись гніву Дебори, якщо вона дізнається. Ава також отримує половинку праху свого батька в утримувачі для тенісних м'ячів. Джиммі і Кейла зустрічаються з менеджером по кадрових питаннях Барбарою після інциденту в готельному номері під час їхньої поїздки до Лас-Вегаса на фінальне шоу Дебори. Начальство (в тому числі батько Кейли) відхиляє скаргу, але Барбара скромно пропонує їй поскаржитися на Джиммі за «проблеми з гнівом», щоб Барбара могла перевести Кейлу на нове призначення. Дебора та Ава відвідують бій ММА в Палметто, щоб підтримати Ейдена, чоловіка Ді-Джей. Дебора втрачає дар мови, коли натрапляє на Марті на заході з його новою, відповідною за віком дівчиною. Дебора починає свою дорожню подорож відразу після бою. |                    |                      |                 |                                           |                         |
| 12 | 2                  | «Послуга за послугу» | Лучія Аньєлло   | Лучія Аньєлло, Пол У. Даунс, Джен Статскі | 12 травня 2022          |
| Ава знервована щедрістю Дебори під час їхньої подорожі. Джиммі намагається розібратися з електронним листом Ави, зустрівшись з Джанет Стоун, агентом з пошуку талантів, яка керує британськими сценаристами. Зустріч закінчується невдачею, і Джанет навіть погрожує відправити лист до TMZ. Зневірений Джиммі звертається до батька Кайли, який допоможе тільки в тому випадку, якщо Джиммі візьме Кайлу назад в якості своєї асистентки. Джиммі погоджується, втрачає свою нову ефективну помічницю, але все одно зобов'язується пройти річну програму з управління гнівом. Дебора везе Аву до свого екстрасенса в Седону, і той пророкує Деборі космічну руйнівну кулю, яка прямує до неї, що Дебора інтерпретує як її новий матеріал, що захоплює світ штурмом. Не в силах більше приховувати правду, Ава зізнається Деборі про свій електронний лист, який британські сценаристи планують використати у своєму шоу. Дебора приходить в лють, коли дізнається, що Гелен Міррен буде провідною актрисою шоу, по суті підтверджуючи, що шоу вийде в ефір. Страждання поглиблюються, коли Дебора вимагає від Ави прочитати їй електронного листа, який містить уїдливі зауваження про Дебору як про людину і матір. Незважаючи ні на що, Дебора не звільняє Аву, але Ава отримує дзвінок від Джиммі про те, що Дебора подає на неї в суд за порушення її угоди про нерозголошення. |                    |                      |                 |                                           |                         |
| 13 | 3                  | «Довіртеся процесу»  | Лучія Аньєлло   | Лучія Аньєлло, Пол У. Даунс, Джен Статскі | 19 травня 2022          |
| Дебора і Ава офіційно починають свій тур і знайомляться зі своїм новим, ексцентричним тур-менеджером, який наполягає на тому, щоб його називали «Уїд (Травка)». Після одкровення в попередньому епізоді Дебора холодно ставиться до Ави, а матеріал Дебори все ще не знаходить відгуку у глядачів. Маркус продовжує сумувати за Вілсоном і купує нового цуценя, щоб впоратися з самотністю. Уїд ненароком викидає утримувач для тенісних м'ячів Ави (з прахом її батька), прийнявши її за сміття. Дебора змушує Уїд розвернути автобус, щоб Ава змогла його знайти, пропустивши при цьому аншлаговий концерт в Оклахома-Сіті. Ава дякує Деборі за її добрий вчинок і після розмови з Реєм вирішує розвіяти прах по всій країні. |                    |                      |                 |                                           |                         |
| 14 | 4                  | «Дружина капітана»   | Лучія Аньєлло   | Аріель Карлін та Пет Ріган                | 19 травня 2022          |
| Ава побоюється приєднатися до Дебори в гей-круїзі, оскільки боїться води і не вміє плавати. Дебора в захваті від круїзу і планує використовувати свої оригінальні номери. Однак, Дебора впадає в ступор, коли дізнається, що Маркус випадково забронював концерт в круїзі, який призначений виключно для лесбійок, які не «розуміють» її матеріал. Вона ще більше вражена, коли отримує дзвінок від Марті по FaceTime, який виявляється випадковим дзвінком. Ава насолоджується своєю новознайденою популярністю в круїзі і допомагає Деборі адаптуватися до нового оточення. Виступ Дебори починається на правильній ноті, але вона зриває його, коли чіпляється до глядачки і робить одну помилку за іншою. Дебору просять покинути круїз на шлюпці, забравши з собою Аву. Самотній Маркус продовжує борсатися, відштовхуючи свою матір і всю ніч гуляючи по клубах. Він стикається з Вілсоном під дією МДМА і зізнається йому в коханні. Повернувшись додому, він виявляє, що його цуценя випило частину його Аддеролу, і негайно везе його до ветеринара. Ветеринар відмовляється повернути собаку Маркусу, поки він перебуває під кайфом; Маркус просить свою матір прийти за собакою. Дебора дзвонить Маркусу і, відчуваючи його страждання, просить замінити Уїд на посаді тур-менеджера. |                    |                      |                 |                                           |                         |
| 15 | 5                  | «У відставці»        | Пол У. Даунс    | Ендрю Лоу                                 | 26 травня 2022          |
| Маркус приєднується до Дебори, Ави та Дем'єна в турі, і вони зупиняються в торговому центрі перед виступом на окружному ярмарку. Дебора дізнається, що її фірмові парфуми знімають з продажу в торговому центрі Lord & Taylor, тому вона починає очищати весь їхній косметичний прилавок. Потім вона наштовхується на стару подругу на ім'я Сьюзан, яка працює у взуттєвому відділі магазину. Дебора здивована тим, наскільки Сьюзен задоволена своїм життям, незважаючи на те, що їй не вдалося стати коміком. Пізніше Дебора зізнається Аві, що саботувала кар'єру Сьюзен через страх за свою. Дебора зізнається Сьюзен на ярмарку, але Сьюзен каже їй, що перестала виступати, тому що не хотіла жертвувати своєю майбутньою сім'єю заради кар'єри в шоу-бізнесі. Ава і Маркус знаходять розраду один в одному, змирившись з тим, що в їхньому житті нічого не відбувається, окрім допомоги Деборі. Після ніжної душевної розмови про минуле Дебора вчить Аву плавати. |                    |                      |                 |                                           |                         |
| 16 | 6                  | «Клік»               | Пол У. Даунс    | Айша Мухаррар, Джо Манд                   | 26 травня 2022          |
| Після провалу чергового виступу Дебора забирає Кікі до Мемфіса, щоб розірвати це замкнене коло. У Мемфісі також з'являється мати Ави — Ніна; знервована Ава намагається впоратися з поглядами матері на їхнє минуле. Дебора і Ава нарешті роблять прорив після того, як у Дебори з'являється коханець на одну ніч, і вони включають більше самопринижуючого гумору в новий матеріал Дебори. Нові шоу стають набагато успішнішими, а один глядач навіть аплодував Деборі стоячи. Однак Аві не вдається налагодити стосунки з Ніною, у якої відбувається сильний нервовий зрив, коли вона дізнається про судовий позов Дебори. Ава бреше про те, що вона найняла безкоштовного адвоката для ведення судового процесу, і каже мамі, що пишається нею за те, що вона намагається рухатися далі по життю. |                    |                      |                 |                                           |                         |
| 17 | 7                  | «На продажу»         | Лучія Аньєлло   | Саманта Райлі                             | 2 червня 2022           |
| Дебора, Ава, Маркус і Дем'єн приїжджають до будинку Дебори в Лос-Анджелесі, щоб Дебора знялась у спеціальному випуску. Джиммі зустрічається зі своїм босом, щоб продати ідею, і бос каже йому звільнити Дебору і зосередитися на більш молодих акторах. Ава йде до свого кондомініуму, щоб отримати податкові декларації для судового позову і зустрічає нового суборендаря. По дорозі на зустріч з адвокатом Ава зустрічає свою подругу Тейлор і вибачається перед нею за те, як вона ставилася до неї в минулому. Суборендарка Ави дзвонить їй, тому що вона зачинилася вдома. Ава приїжджає, щоб впустити її, і в підсумку проводить з нею ніч. Дебора звертається до кількох різних компаній, але лише одна з них робить пропозицію, яка може надати півгодинний спеціальний випуск. Дебора спилює дерево свого сусіда, яке, за її словами, загороджувало їй вид на місто і було причиною того, що вона не могла продати будинок. Джиммі звільняється з компанії, і Кайла також звільняється, щоб піти з Джиммі. Дебора вирішує самостійно профінансувати спеціальний випуск. |                    |                      |                 |                                           |                         |
| 18 | 8                  | «Єдина і неповторна» | Трент О'Доннелл | Лучія Аньєлло, Пол У. Даунс, Джен Статскі | 2 червня 2022           |
| Дебора і Марті змагаються між собою на аукціоні Сотбіс. Тейлор пропонує Аві тижневу роботу в Лос-Анджелесі. Джиммі дізнається, що Джанет переманює його клієнтів. Дебора розповідає Маркусу, що Марті погодився дозволити їй зняти свій спеціальний випуск в " Palmetto. Ава розповідає Деборі про пропозицію роботи, і Дебора наполягає на тому, щоб вона погодилася, навіть якщо це означає пропустити запис. У ніч зйомки Джанет приходить до Дебори, щоб обговорити можливість взяти на себе її представництво. Ава повертається з Лос-Анджелеса раніше, щоб бути присутньою на записі. Під час запису чоловік, який сидить поруч з Джиммі, втрачає свідомість. Медики виносять його на вулицю, і він помирає у фойє. Джиммі повертається до кінотеатру і повідомляє, що з чоловіком все гаразд. Зйомки продовжуються і проходять успішно. Дебора каже Джиммі, що його батько пишався б ним, а потім повідомляє Джанет, що вона залишається з Джиммі як її представником. Дебора випускає DVD зі своїм спеціальним випуском на QVC, і він розкуповується за лічені хвилини. Джиммі дзвонить Деборі, щоб сказати, що кожна мережа хоче купити права на шоу. Дебора звільняє Аву і каже їй, що у неї є своя гора, на яку потрібно піднятися. Джиммі дзвонить Аві, щоб запропонувати їй роботу в серіалі, для написання якого вона їздила в Лос-Анджелес, а також повідомляє, що Дебора відкликає позов. Коли камера від'їжджає, по телевізору показують канал QVC, а Дебора посміхається. |                    |                      |                 |                                           |                         |

## Виробництво
У травні 2020 року HBO Max оголосив про запуск серіалу і про те, що головну роль у ньому зіграє Джин Смарт. У лютому 2021 року було оголошено додатковий кастинг . Через пандемію COVID-19 актори проводили репетиції через Zoom, не було вечірок під час зйомок, а зірки Смарт і Клемонс-Гопкінс навіть не зустрічалися один з одним особисто, лише за кілька хвилин до початку зйомок. У червні 2021 року HBO Max продовжив серіал на другий сезон, і акторський склад поповнили Лорі Меткалф, Марту Келлі та Мін-На Вен в епізодичних ролях, а також Маргарет Чо в якості запрошеної зірки. У червні 2022 року HBO Max продовжив серіал на третій сезон. У вересні 2022 року шоуранери повідомили, що між другим і третім сезоном відбудеться стрибок у часі.

## Випуск
Прем'єра «Хитрощів» відбулася 13 травня 2021 року з двосерійного релізу. До 10 червня 2021 року щотижня виходило по дві серії до кінця 10-серійного першого сезону. Прем'єра другого сезону відбулася 12 травня 2022 року з виходом двох серій щотижня. HBO оголосив, що вихід третього сезону запланований на 2023 рік .
Прем'єра першого сезону «Хитрощів» відбулася на Amazon Prime Video у Великій Британії 1 квітня 2022 року

## Сприйняття публіки

### Відгуки критики
Перший сезон отримав схвальні відгуки. Агрегатор оглядів Rotten Tomatoes повідомив про рейтинг схвалення «Certified Fresh» на 100 % на основі 74 рецензій критиків із середнім рейтингом 8,30/10. Консенсус критиків веб-сайту стверджує: «Колючий дебют, який наносить кілька ударів, „Хитрощі“ спритно балансує між гострою критикою комедійного світу та більш інтимними моментами, весь цей час даючи незрівнянній Джин Смарт роль, гідну її талантів — і відмінну партнерку в особі Ханни Айнбіндер». Metacritic підрахував середньозважену оцінку 82 зі 100 на основі 24 критиків, що вказує на «загальне визнання».
Другий сезон також отримав схвальні відгуки. На сайті Rotten Tomatoes він також отримав 100 % оцінку «Certified Fresh» на основі 51 рецензії критиків із середньою оцінкою 8,70/10. Консенсус критиків на сайті стверджує: «Хитрощі» вирушають у подорож, але Джин Смарт і Ханна Айнбіндер залишаються дуже близькими один одному в блискучому другому сезоні, який знаходить нові способи поглибити милу дружбу центральної пари". На Metacritic він отримав 88 балів зі 100 на основі 24 критиків, що вказує на «загальне визнання».

### Нагороди та номінації
| Year | Award                                                  | Category                                                                                        | Nominee(s) | Result       | Ref.          |
| ---- | ------------------------------------------------------ | ----------------------------------------------------------------------------------------------- | --- | ------------ | ------------- |
| 2021 | Премія Gotham                                          | Серіал «Прорив» — короткий формат                                                               | Хитрощі | Номінація    | [ 19 ]        |
| 2021 | Премія Gotham                                          | Кращий виступ у новомц серіалі                                                                  | Джин Смарт | Номінація    | [ 19 ]        |
| 2021 | Телевізійна премія Асоціації голлівудських критиків    | Кращий стрімінговий серіал, комедія                                                             | Хитрощі | Номінація    | [ 20 ] [ 21 ] |
| 2021 | Телевізійна премія Асоціації голлівудських критиків    | Краща жіноча роль у стрімінговому серіалі, комедія                                              | Джин Смарт | Перемога     | [ 20 ] [ 21 ] |
| 2021 | Телевізійна премія Асоціації голлівудських критиків    | Краща жіноча роль другорядного плану у стрімінговому серіалі, комедія                           | Ханна Айнбіндер | Перемога1    | [ 20 ] [ 21 ] |
| 2021 | Телевізійна премія Асоціації голлівудських критиків    | Краща жіноча роль другорядного плану у стрімінговому серіалі, комедія                           | Кейтлін Олсон | Номінація    | [ 20 ] [ 21 ] |
| 2021 | Премія «Еммі» в прайм-тайм                             | Кращий комедійний серіал                                                                        | Джен Статскі, Пол У. Даунс, Лючія Аніелло, Майкл Шур, Девід Майнер, Морган Сакетт, Джоанна Кало, Ендрю Лоу та Девід Хайман                                                                    | Номінація    | [ 22 ] [ 23 ] |
| 2021 | Премія «Еммі» в прайм-тайм                             | Краща жіноча роль у комедійному серіалі                                                         | Джин Смарт (for "1.69 Million") | Перемога     | [ 22 ] [ 23 ] |
| 2021 | Премія «Еммі» в прайм-тайм                             | Краща чоловіча роль другорядного плачу у комедійному серіалі                                    | Карл Клемонс-Гопкінс (for "New Eyes") | Номінація    | [ 22 ] [ 23 ] |
| 2021 | Премія «Еммі» в прайм-тайм                             | Краща жіноча роль другорядного плану у комедійному серіалі                                      | Ханна Айнбіндер (for "I Think She Will") | Номінація    | [ 22 ] [ 23 ] |
| 2021 | Премія «Еммі» в прайм-тайм                             | Краща режисура у комедійному серіалі                                                            | Лучія Аньєлло (for "There Is No Line") | Перемога     | [ 22 ] [ 23 ] |
| 2021 | Премія «Еммі» в прайм-тайм                             | Кращий сценарій у комедійному серіалі                                                           | Лучія Аньєлло, Пол У. Даунс, Джен Стетскі (for "There Is No Line") | Перемога     | [ 22 ] [ 23 ] |
| 2021 | Премія «Еммі» у сфері креативних мистецтв у прайм-тайм | Краща запрошена актриса у комедійному серіалі                                                   | Джейн Адамс (for "I Think She Will") | Номінація    | [ 22 ] [ 23 ] |
| 2021 | Премія «Еммі» у сфері креативних мистецтв у прайм-тайм | Кращий кастинг у комедійному серіалі                                                            | Джин Маккарті та Ніколь Абеллера Халлман | Номінація    | [ 22 ] [ 23 ] |
| 2021 | Премія «Еммі» у сфері креативних мистецтв у прайм-тайм | Краща операторська робота в (півгодинному) серіалі однокамерної зйомки                          | Адам Брікер (for "Primm") | Номінація    | [ 22 ] [ 23 ] |
| 2021 | Премія «Еммі» у сфері креативних мистецтв у прайм-тайм | Кращі костюми                                                                                   | Кетлін Фелікс-Хагер та Карен Белламі (for "There Is No Line") | Номінація    | [ 22 ] [ 23 ] |
| 2021 | Премія «Еммі» у сфері креативних мистецтв у прайм-тайм | Видатний монтаж однокамерної зйомки у комедійному серіалі                                       | Сьюзан Вейл (for "Primm") | Номінація    | [ 22 ] [ 23 ] |
| 2021 | Премія «Еммі» у сфері креативних мистецтв у прайм-тайм | Видатний монтаж однокамерної зйомки у комедійному серіалі                                       | Джессіка Брунетто (for "There Is No Line") | Номінація    | [ 22 ] [ 23 ] |
| 2021 | Премія «Еммі» у сфері креативних мистецтв у прайм-тайм | Видатний монтаж однокамерної зйомки у комедійному серіалі                                       | Алі Грір (for "Tunnel of Love") | Номінація    | [ 22 ] [ 23 ] |
| 2021 | Премія «Еммі» у сфері креативних мистецтв у прайм-тайм | Кращий постановочний дизайн розповідної програми (півгодинної)                                  | Джон Карлос, Джеймс Боленбо та Еллен Рід Доррос (for "Primm") | Номінація    | [ 22 ] [ 23 ] |
| 2021 | Премія «Еммі» у сфері креативних мистецтв у прайм-тайм | Кращий звукомонтаж у комедійному або драматичному (півгодинному) серіалі та анімаційному фільмі | Джон В. Кук ІІ, Бен Вілкінс та Джим Лейкін (for "Falling") | Номінація    | [ 22 ] [ 23 ] |
| 2021 | Телевізійна премія Товариства декораторів Америки      | Краще досягнення в декорі/дизайні півгодинного серіалу однокамерної зйомки                      | Еллен Рід Доррос та Джонатан Карлос | Перемога     | [ 24 ]        |
| 2021 | Премія Асоціації телевізійних критиків                 | Програма року                                                                                   | Хитрощі | Номінація    | [ 25 ]        |
| 2021 | Премія Асоціації телевізійних критиків                 | Видатні досягнення у комедії                                                                    | Хитрощі | Номінація    | [ 25 ]        |
| 2021 | Премія Асоціації телевізійних критиків                 | Краща нова програма                                                                             | Хитрощі | Номінація    | [ 25 ]        |
| 2021 | Премія Асоціації телевізійних критиків                 | Індивідуальне досягнення в комедії                                                              | Джин Смарт | Перемога     | [ 25 ]        |
| 2022 | Міжнародна премія AACTA                                | Кращий комедійний серіал                                                                        | Хитрощі | В очікуванні | [ 26 ]        |
| 2022 | Міжнародна премія AACTA                                | Краща жіноча роль у серіалі                                                                     | Джин Смарт | В очікуванні | [ 26 ]        |
| 2022 | Нагороди американських кіномонтажерів                  | Найкращий змонтований комедійний серіал                                                         | Сьюзен Вайль (за «1,69 мільйона») | Перемога     | [ 27 ]        |
| 2022 | Нагороди Американської спілки кінематографістівs       | Найкраще досягнення в області декору/дизайну у півгодинному серіалі однокамерної зйомки         | Адам Брікер (за «Між рядків») | Номінація    | [ 28 ]        |
| 2022 | Премії Гільдії арт-директорів                          | Вклад в дизайні у півгодинному серіалі однокамерної зйомки                                      | Джон Карлос (за «Примм») | Номінація    | [ 29 ]        |
| 2022 | Премія Artios                                          | Видатні досягнення у кастингу — телевізійний комедійний серіал                                  | Джин Маккарті, Ніколь Абеллера Халлман, Анна Мейворм | В очікуванні | [ 30 ]        |
| 2022 | Премія Гільдії художників по костюмам                  | Вклад в сучасне телебачення                                                                     | Кетлін Фелікс-Хагер (за «Між рядків») | Номінація    | [ 31 ]        |
| 2022 | Телевізійна премія «Вибір критиків»                    | Кращий комедійний серіал                                                                        | Хитрощі | Номінація    | [ 32 ]        |
| 2022 | Телевізійна премія «Вибір критиків»                    | Краща жіноча роль у комедійному серіалі                                                         | Джин Смарт | Перемога     | [ 32 ]        |
| 2022 | Телевізійна премія «Вибір критиків»                    | Краща жіноча роль другорядного плану у комедійному серіалі                                      | Ханна Айнбіндер | Номінація    | [ 32 ]        |
| 2022 | Нагорода Гільдії режисерів США                         | Краща режисура у комедійному серіалі                                                            | Лучія Аньєлло (за «Між рядків») | Перемога     | [ 33 ]        |
| 2022 | Премія GLAAD Media                                     | Кращий новий телесеріал                                                                         | Хитрощі | Перемога     | [ 34 ]        |
| 2022 | Премія «Золотий Глобус»                                | Кращий телесеріал — мюзикл або комедія                                                          | Хитрощі | Перемога     | [ 35 ]        |
| 2022 | Премія «Золотий Глобус»                                | Краща жіноча роль у телесеріалі — мюзикл або комедія                                            | Ханна Айнбіндер | Номінація    | [ 35 ]        |
| 2022 | Премія «Золотий Глобус»                                | Краща жіноча роль у телесеріалі — мюзикл або комедія                                            | Джин Смарт | Перемога     | [ 35 ]        |
| 2022 | Премія «Золота котушка»                                | Видатні досягнення у звукомонтажі — мюзикл або комедія                                          | Бретт Хінтон, Марк Глассман, Райн Гірке, Семюель Муньос, Ноель Воут, Джейсон Трегоу Ньюман (за «Між рядків»)                                                                                  | Номінація    | [ 36 ]        |
| 2022 | Телевізійна премія Асоціації голлівудських критиків    | Найкращий стрімінговий серіал, комедія                                                          | Хитрощі | Номінація    | [ 37 ]        |
| 2022 | Телевізійна премія Асоціації голлівудських критиків    | Краща жіноча роль в стрімінговому серіалі, комедія                                              | Джин Смарт | Номінація    | [ 37 ]        |
| 2022 | Телевізійна премія Асоціації голлівудських критиків    | Краща чоловіча роль другорядного плану у стрімінговому серіалі, комедія                         | Пол У. Даунс | Номінація    | [ 37 ]        |
| 2022 | Телевізійна премія Асоціації голлівудських критиків    | Краща жіноча роль другорядного плану у стрімінговому серіалі, комедія                           | Ханна Айнбіндер | Перемога     | [ 37 ]        |
| 2022 | Телевізійна премія Асоціації голлівудських критиків    | Краща режисура у стрімінговому серіалі, комедія                                                 | Лучія Аньєлло | Перемога     | [ 37 ]        |
| 2022 | Телевізійна премія Асоціації голлівудських критиків    | Найкращий сценарій у стрімінговому серіалі, комедія                                             | Лучія Аньєлло, Пол У. Даунс, Джен Статскі | Перемога     | [ 37 ]        |
| 2022 | Премія «Пібоді»                                        | Розваги                                                                                         | Хитрощі | Перемога     | [ 38 ]        |
| 2022 | Премія «Еммі» в прайм-тайм                             | Кращий комедійний серіал                                                                        | Джен Статскі, Лючія Аньєлло, Пол У. Даунс, Майкл Шур, Девід Майнер, Морган Сакетт, Джо Манде, Ендрю Лоу, Айша Мухаррар, Ешлі Глейзер, Саманта Райлі, Сет Едельштейн і Джессіка Чаффін         | Номінація    | [ 39 ]        |
| 2022 | Премія «Еммі» в прайм-тайм                             | Краща жіноча роль у комедійному серіалі                                                         | Джин Смарт | Перемога     | [ 39 ]        |
| 2022 | Премія «Еммі» в прайм-тайм                             | Краща жіноча роль другорядного плану у комедійному серіалі                                      | Ханна Айнбіндер | Номінація    | [ 39 ]        |
| 2022 | Премія «Еммі» в прайм-тайм                             | Краща режисура у комедійному серіалі                                                            | Лучія Аньєлло | Номінація    | [ 39 ]        |
| 2022 | Премія «Еммі» в прайм-тайм                             | Кращий сценарій у комедійному серіалі                                                           | Лучія Аньєлло, Пол У. Даунс, Джен Статскі | Номінація    | [ 39 ]        |
| 2022 | Премія «Еммі» у сфері креативних мистецтв у прайм-тайм | Кращий запрошений актор у комедійному серіалі                                                   | Крістофер Мак-Дональд | Номінація    | [ 40 ]        |
| 2022 | Премія «Еммі» у сфері креативних мистецтв у прайм-тайм | Краща запрошена актриса у комедійному серіалі                                                   | Джейн Адамс (for "The Click") | Номінація    | [ 40 ]        |
| 2022 | Премія «Еммі» у сфері креативних мистецтв у прайм-тайм | Краща запрошена актриса у комедійному серіалі                                                   | Гаррієт Сансом Харріс (for "Retired") | Номінація    | [ 40 ]        |
| 2022 | Премія «Еммі» у сфері креативних мистецтв у прайм-тайм | Краща запрошена актриса у комедійному серіалі                                                   | Лорі Меткалф (for "Trust the Process") | Перемога     | [ 40 ]        |
| 2022 | Премія «Еммі» у сфері креативних мистецтв у прайм-тайм | Краща запрошена актриса у комедійному серіалі                                                   | Кейтлін Олсен (for "There Will Be Blood") | Номінація    | [ 40 ]        |
| 2022 | Премія «Еммі» у сфері креативних мистецтв у прайм-тайм | Кращий кастинг у комедійному серіалі                                                            | Джин Маккарті та Ніколь Абеллера Халлман | Номінація    | [ 40 ]        |
| 2022 | Премія «Еммі» у сфері креативних мистецтв у прайм-тайм | Краща операторська робота в серіалі однокамерної зйомки (півгодини)                             | Адам Брікер (for "The Click") | Номінація    | [ 40 ]        |
| 2022 | Премія «Еммі» у сфері креативних мистецтв у прайм-тайм | Кращі костюми                                                                                   | Кетлін Фелікс-Хагер та Карен Белламі (for "The Captain's Wife") | Перемога     | [ 40 ]        |
| 2022 | Премія «Еммі» у сфері креативних мистецтв у прайм-тайм | Краща зачіска                                                                                   | Дженніфер Белл (for "The Captain's Wife") | Номінація    | [ 40 ]        |
| 2022 | Премія «Еммі» у сфері креативних мистецтв у прайм-тайм | Кращий постановочний дизайн розповідної програми (півгодинної)                                  | Алек Контестабіле, Роб Токарз та Дженніфер Люкхарт (for "Trust the Process") | Номінація    | [ 40 ]        |
| 2022 | Премія «Еммі» у сфері креативних мистецтв у прайм-тайм | Видатний монтаж однокамерної зйомки у комедійному серіал                                        | Джессіка Брунетто (for "There Will Be Blood") | Номінація    | [ 40 ]        |
| 2022 | Премія «Еммі» у сфері креативних мистецтв у прайм-тайм | Кращий звукомонтаж у комедійному або драматичному (півгодинному) серіалі та анімаційному фільмі | Джон В. Кук ІІ, Бен Вілкінс та Джим Лейкін (for "The Captain's Wife") | Номінація    | [ 40 ]        |
| 2022 | Премія Гільдії продюсерів США                          | Кращий продюсер епізодичного телевізійного продукту — комедія                                   | Джен Статскі, Пол У. Даунс, Лючія Аніелло, Майкл Шур, Девід Майнер, Морган Сакетт, Джоанна Кало, Ендрю Лоу, Девід Хайман, Джо Манде та Джессіка Чаффін                                        | Номінація    | [ 41 ]        |
| 2022 | Премія Гільдії кіноакторів США                         | Краща гра ансамблю у комедійному серіалі                                                        | Роуз Абду, Карл Клемонс-Гопкінс, Пол У. Даунс, Ханна Айнбіндер, Марк Інделікато, Поппі Лю, Крістофер Мак-Дональд, Джин Смарт та Меган Сталтер                                                 | Номінація    | [ 42 ]        |
| 2022 | Премія Гільдії кіноакторів США                         | Краща жіноча роль у комедійному серіалі                                                         | Джин Смарт | Перемога     | [ 42 ]        |
| 2022 | Нагорода Товариства декораторів Америки                | Найкраще досягнення в області декору/дизайну у півгодинному серіалі однокамерної зйомки         | Дженніфер Люкхарт та Алек Контестабіле | Перемога     | [ 43 ]        |
| 2022 | Премія Асоціації телевізійних критиків                 | Програма року                                                                                   | Хитрощі | Номінація    | [ 44 ]        |
| 2022 | Премія Асоціації телевізійних критиків                 | Видатні досягнення в комедії                                                                    | Хитрощі | Номінація    | [ 44 ]        |
| 2022 | Премія Асоціації телевізійних критиків                 | Індивідуальне досягнення в комедії                                                              | Джин Смарт | Номінація    | [ 44 ]        |
| 2022 | Нагорода Гільдії письменників США                      | Комедійний серіал                                                                               | Лючія Аньєлло, Джоанна Кало, Джессіка Чаффін, Пол У. Даунс, Коул Ескола, Дженіс Е. Гірш, Аріель Карлін, Кетрін Кернс, Ендрю Лоу, Джо Манде, Пет Ріган, Саманта Райлі, Майкл Шур, Джен Статскі | Перемога     | [ 45 ]        |
| 2022 | Нагорода Гільдії письменників США                      | Новий серіал                                                                                    | Лючія Аньєлло, Джоанна Кало, Джессіка Чаффін, Пол У. Даунс, Коул Ескола, Дженіс Е. Гірш, Аріель Карлін, Кетрін Кернс, Ендрю Лоу, Джо Манде, Пет Ріган, Саманта Райлі, Майкл Шур, Джен Статскі | Перемога     | [ 45 ]        |